# Lashina
Lashina es un personaje ficticio, una deidad extraterrestre femenina, una guerrera perteneciente a las furias femeninas de Darkseid, este personaje pertenece a la editorial DC Comics, y fue creada por Jack Kirby, y debutó en las páginas de Mister Miracle Vol. 1 #6 (enero de 1972).

## Biografía del personaje ficticio
Lashina se crio como una guerrera en el orfanato de Abuela Bondad, y asumió el liderazgo de las furias femeninas, cuando Big Barda traicionó y dejó Apokolips rumbo a la Tierra. Aunque las furias en algún momento se habían quedado en la Tierra para ayudar a Big Barda y a su esposo, Mr. Miracle, pronto regresaría junto a sus hermanas guerreras a Apokolips para recibir un castigo por su intento de traición a Darkseid. Lashina recibió el liderazgo de parte de Darkseid sobre las furias a pesar del disgusto de la furia Bernadeth.
Durante una misión para capturar a Glorious Godfrey, el nuevo dios que estuvo en prisión en la Tierra Lashina sería traicionada por Bernadeth cuando las furias femeninas escapaban por un Tubo de luz. Atrapada en la explosión, Lashina sería enviada volando hacia el cuartel donde se encontraría la penitenciaría de Belle Reve. Luego de haber sobrevivido a la explosión, ella permaneció en el cuartel hasta que se presentase la oportunidad de salvar a un miembro herido del Escuadrón Suicida, una agencia del gobierno estadounidense que usa seres metahumanos (entre supervillanos, mercenarios antihéroes y algunos héroes) que cumplen misiones ilegales y que se consideran encubiertas y que por ninguna circunstancia la Liga de la Justicia o cualquier otro tipo de héroe se encargaría de hacer, gracias al liderazgo de parte de Amanda Waller. Amanda Waller le ofreció que se uniera al equipo. Rápidamente sería apodada como la Duquesa por el personal de apoyo, debido a su actitud altiva, se convirtió en una parte fundamental del Escuadrón y participó en casi todas las misiones con el equipo durante su estancia en la Tierra y su tiempo con el mismo. Eventualmente, ella diseñaría un plan para poder regresar a Apokolips y convenció a muchos miembros del Escuadrón para que le acompañaran, mientras que los otros la secuestraron abiertamente. El plan terminaría cuando se enfrentaron en batalla contra las fuerzas de Apokolips una vez que el otro grupo aterrizase sobre la superficie del planeta. Múltiples miembros del Escuadrón Suicida fueron abatidos, incluido el Doctor Luz (o al menos este último aparentemente). Durante la batalla, Lashina confrontó y mató a Bernadeth. Darkseid, enojado porque Lashina había traído humanos a Apokolips, revivió a Bernadeth y le lanzó los poderosos rayos omega contra Lashina, matándola. A los sobrevivientes del Escuadrón Suicida se les permitiría regresar a casa.
Más adelante, Lashina sería resucitada por Darkseid, y sería enviada con las furias en una misión para secuestrar a Mr. Miracle, aunque esta vez no escaparía.
Compartiendo el liderazgo con la furia Bernadeth, Lashina a menudo servía como líder de campo de las furias, mientras que Bernadeth los sacaba del campo de batalla. Lashina ha llegado a enfrentarse contra Justicia Joven, las Birds of Prey, y Wonder Woman. Ella también ha sido por mucho tiempo enemiga de Superman y de Superboy (Conner Kent), y Supergirl. en sus más recientes encuentros, ha tenido que luchar contra Firestorm, Orión y Chica Halcón.

### MaxiserieSiete Soldados
Lashina aparecería en las páginas de la maxiserie Siete Soldados de Grant Morrison, en las páginas del tie-in Siete Soldados: Mr. Miracle. Dentro de esta historia, Lashina y el resto de las furias se les otorga una forma humana, y Lashina toma el cuerpo de una prostituta dominatrix calva. Ella y el resto de las furias licharn contra el segundo Mr. Miracle Shilo Norman en un intento por detenerlo en su búsqueda por liberar a Aurakles, el primer superhéroe del mundo.

### Crisis Final
Durante los eventos narrados en Crisis Final, Lashina una vez más reaparece con su forma humana y calva, siendo avistadas como una de las villanas que dirigen el Club el lado oscuro, un estadio ilegal donde los espectadores luchan entre sí en combates entre metahumanos adolescentes que previamente recibieron un lavado cerebral. Cuando Rose Wilson y Miss Martian se encontraron liderando una rebelión contra el personal del Dark Side Club, Lashina intenta huir junto con los patrones adinerados del club en la sección vip de la arena. Casi escapan del club, pero serían interrumpidos con la intervención del superhéroe Static, que electrocuta a Lashina y a los demás hasta que quedasen inconscientes, entregándose a las autoridades posteriormente.
Cuando la Ecuación Anti-Vida entra en funcionamiento en todo el mundo, varias superheroínas y villanas son tomadas bajo control bajo el poder de Darkseid y se transforman en las nuevas furias femeninas. Catwoman aparentemente se convierte en la nueva Lashina, vistiendo con un atuendo similar al de ella. A raíz de la serie, Lashina probablemente renacería en Tierra-51, junto con el resto de los personajes creados por Jack Kirby.

### Los Nuevos 52/DC:Renacimiento
Con el reinicio del Universo DC, la primera reaparición de Lashina fue al lado de Abuela Bondad, en las páginas del cómic Infinity-Man y los Forever People, en el #8. Durante los acontecimientos de la Guerra de Darkseid, lashina y Kanto viajaron al planeta Tierra para perseguir a la amazona renegada Myrina Black. Más adelante, tras la derrota de Darkseid a manos de su hija Amazona-Nuevo Dios Grail y secuestrarle, participó en la batalla final contra Grail y Darkseid, resultando derrotada la pareja. Lashina volvería a Apokolips con el resto de las furias, incluyendo a Barda.

## Poderes y habilidades
Lashina tiene los atributos convencionales de los Nuevos Dioses. Ella es extremadamente longeva y sobre-humanamente fuerte, inmune a todas las enfermedades terrenales y resistencia a lesiones convencionales. Lashina puede levantar al menos cuarenta toneladas y su increíble fisiología le da resistencia sobrehumana. Lashina ha tenido entrenamiento intensivo en combate sin armas. Utiliza látigos de acero que puede cargar con electricidad y también puede destruir objetos metálicos con facilidad.

## Otras versiones
- Universo Amalgama: En el crossover entre DC Comics, en el cómic Unlimited Access, Lashina se fusiona con la Bruja Escarlata y se convierte en la villana denominada Red Lash.[16]
- Ame-Comi-Girls: Lashina de esta versión es parte de la tripulación de las piratas espaciales de Big Barda.[17]
- Sensation Comics Presentando a Wonder Woman: Lashina aparece en la historia Dig for Fire, en la serie de antología Sensation Comics Presentando a Wonder Woman. Después de descubrir que Wonder Woman ha viajado a Apokolips para salvar a dos de sus hermanas amazónicas, Lashina junto con Stompa y Mad Harriet la rastrean. Las furias se negaron a hablar pacíficamente con Wonder Woman, y en la batalla subsiguiente, la heroína recibió un disparo en el cuello con un dardo explosivo de Bernadeth. Stompa arrojó el cuerpo de Wonder Woman a las fosas ardientes. Cuando las furias informaron a Darkseid, le disgustó que la hubieran matado en lugar de ejecutarla públicamente. Wonder Woman aun estando con vida, lograría salvar a sus hermanas. Las furias una vez más lucharían contra las amazonas, aunque la batalla terminó cuando Darkseid mató a las amazonas compañeras de Wonder Woman y permitió que Wonder Woman volviera a la Tierra.[18][15]

## Apariciones en otros medios

### Televisión y series web
Lashina ha tenido aparición en:
- Superman: The Animated Series en el episodio Little Girl Lost.
- Liga de la Justicia Ilimitada en el episodio Alive.
- Batman, el Valiente, en el episodio Duel of the Double Crossers, acá tiene un romance ocasional con el cazarrecompensas del viejo oeste, Jonah Hex.
- DC Super Hero Girls en el episodio especial de TV titulado, DC Super Hero Girls: Super Hero High.
- Justice League Action, en el episodio It'Il Take a Miracle.
- Smallville, en el episodio 'Abandoned.

### Películas directas a video
- Lashina tuvo una aparición menor en la película animada de Superman/Batman: Apocalypse.
- Lashina apareció en la película animada de DC Super Hero Girls: Intergalactic Games.
- Lashina tuvo una aparición menor en la película animada de Justice League: Gods and Monsters.
- Lashina aparece en Lego DC Super Hero Girls: Brain Drain.

### Videojuegos
- Lashina aparece en DC Universe Online.
- En Scribblenauts Unmasked: A DC Comics Adventure, Lashina es uno de los miles de personajes que utilizar el jugador.
- Lashina aparece como una tarjeta de soporte en la versión móvil de Injustice: Gods Among Us. Ella también aparece cuando se invoca el movimiento especial de Darkseid.

### Juguetes
- Una figura de acción de 3,75" de Lashina fue presentada para la línea DC Universe: Justice League en el 2005. Fue incluida en el set "Attack From Apokolips", que incluía varios otros Nuevos Dioses como Darkseid y Mantis.
- Una versión LEGO de Lashina aparece en el set Lashina's Tank (41233) de la serie DC Super Hero Girls.